# Castianeira crocata
Castianeira crocata is een spinnensoort uit de familie van de loopspinnen (Corinnidae).
De wetenschappelijke naam van de soort werd in 1847 Herpyllus crocatus gepubliceerd door Nicholas Marcellus Hentz.